# 常行三昧堂
常行三昧堂（じょうぎょうざんまいどう）とは、天台宗において四種三昧のうち常行三昧の行を修するために建てられた仏堂である。常行堂とも称される。
阿弥陀如来を本尊とするが、信仰の対象として建てられた阿弥陀堂と異なり常行三昧行を修するための仏堂であることから、比叡山延暦寺をはじめとする天台宗の修行道場をおく寺院に建てられることが多い。

## 歴史
日本における常行三昧堂については、851年（仁寿元年）円仁が比叡山に建立したものが始まりとされる。

## 構造
常行三昧堂では、90日間阿弥陀如来の周囲を念仏を唱えつつ、また心に阿弥陀如来を念じながら歩く常行三昧の行を行うことから、常行三昧堂は堂の中心に阿弥陀如来を安置した方形の堂であり、屋根は宝形造が多い。常行三昧とともに天台宗の重要な行とされる法華三昧を修するための堂である法華堂とともに建てられることあり、両堂を廊下で結んで「荷い堂」（にないどう）とも称されることもある。